# Rederij Eigen Veerdienst Terschelling
Rederij Eigen Veerdienst Terschelling (EVT) was een Nederlandse rederij, die was opgericht door ondernemers van onder andere Terschelling. De bedoeling was dat het merendeel van de aandelen in handen kwam van de eilandbewoners. De rederij onderhield een veerdienst tussen Harlingen en Terschelling, twee tot drie keer per dag. De veerdienst werd onderhouden door de Spathoek, die twee uur deed over de reis Terschelling-Harlingen v.v. De dienst beconcurreerde de veerdienst van Rederij Doeksen op dezelfde route.
Vanwege het openbaar dienstcontract van concurrent Doeksen had EVT beperktere toegang tot de haven.
In oktober 2013 bepaalde de minister dat EVT moet stoppen, per 1 februari 2014. De reden was dat Doeksen in financiële problemen zou komen, en daardoor minder onrendabele diensten (in de winter) zou kunnen verzorgen. Het Gerechtshof bepaalde echter dat EVT mocht blijven varen. Begin 2014 werd echter bekend dat Rederij Doeksen EVT overnam en dat alle lopende rechtszaken gestaakt werden. Hierna kwam er na een groot aantal jaren een einde aan de veerbootoorlog tussen Rederij Doeksen en EVT.

## Concurrentie
Rederij EVT concurreerde sinds augustus 2008 op de veerdienst naar Terschelling. De rederij had als visie om de aandeelhouders te betrekken bij de exploitatie van de rederij. Er waren echter nog geen aandelen uitgedeeld sinds de oprichting aan eilanders. EVT voer slechts met één schip met een capaciteit van 240 personen  (later kon het MS Spathoek ook auto's vervoeren en een groter aantal passagiers), waardoor men dus aangewezen was op Rederij Doeksen voor het onderhouden van een regelmatige dienst. EVT had geen eigen terminal en moest aanmeren aan dezelfde getijdebruggen als Doeksen, welke van Rijkswaterstaat zijn. Voor deze bruggen heeft Doeksen echter het voorrecht om hier op haar tijden aan te mogen meren, vanwege een openbaar dienstencontract.
Staatssecretaris Huizinga van Verkeer en Waterstaat in het Kabinet-Balkenende IV wilde dat alleen Rederij Doeksen de dienst Harlingen - Terschelling v.v. onderhoudt. De concessie was ondertussen toegekend aan Rederij Doeksen. Dit betekende dat het volgens de wet niet meer mogelijk was voor EVT om de veerdienst te onderhouden. EVT voldeed niet aan de eisen van de concessiewet en is ook niet in aanmerking gekomen. Rederij EVT had gezegd de concessiewet te willen aanvechten.
EVT beschuldigde in april 2011 voormalig topambtenaren van het jarenlang samenspannen met Rederij Doeksen om concurrentie buiten de boot te houden. Dit blijkt uit e-mailverkeer dat door een klokkenluider naar Rederij EVT was gestuurd. EVT eiste vervolgens van de betrokken partijen, Gemeente Terschelling, Rederij Doeksen en het ministerie, een schadevergoeding van 12,1 miljoen euro voor de geleden schade. Deze schadeclaim is echter niet toegekend.
Een dag nadat dit in de nationale pers verscheen heeft minister Schultz van Haegen gereageerd op de kwestie. Zij zei dat er geen sprake is van samenspanning, maar dat het mailverkeer uit zijn verband is gehaald. De minister legde uit dat Doeksen voorrang heeft bij het gebruik van aanlegplaatsen om een betrouwbare dienst uit te kunnen voeren, citaat: Zo wordt geborgd dat eilanders en bezoekers het hele jaar kunnen rekenen op betrouwbare dienstverlening tegen een redelijk tarief. Doeksen vaart niet alleen in de winstgevende zomermaanden, maar ook in de verlieslatende wintermaanden.
EVT meldde in oktober 2012 dat ze haar dienstregeling voor 2013 op dit zeer vroege moment kenbaar had gemaakt om Doeksen tegemoet te komen en de gelegenheid te bieden op onrendabele momenten niet onnodig te varen. EVT had Doeksen ook aangeboden samen te werken en afvaarten beter op elkaar af te stemmen.
In april 2013 heeft het College van Beroep voor het bedrijfsleven vragen gesteld aan het Europees Hof van Justitie die verband houden met de vraag of de overheidsconcessies die de rederijen hebben wel in overeenstemming zijn met het Europees recht. Naar verwachting zou het zeker twee jaar duren voordat er een definitieve uitspraak zou komen. Tot die tijd zou Eigen Veerdienst Terschelling in ieder geval mogen blijven varen. De voormalige monopolist, rederij Doeksen, betreurde dit.
Zoals gezegd bepaalde de minister in oktober 2013 dat EVT toch moest stoppen, maar bepaalde de rechter dat EVT voorlopig mocht blijven varen. Op 3 april 2014 werd bekendgemaakt dat de EVT zou stoppen met varen en de MS Spathoek overgenomen werd door Doeksen. Doeksen zou het schip tot 30 september 2014 inzetten in de normale dienstregeling die al bekend was. Het schip is uiteindelijk in 2016 verkocht.

## Vloot
De EVT begon met de Stortemelk. Tussen maart 2008 en 2010 voer het met de Willem Barentsz. Nadat deze verkocht was nam de Stortemelk de verbinding weer over. Al voor de presentatie van de Willem Barentsz sprak EVT van een nieuw te bouwen schip bij Damen Yards. Men vermeldde op de website dat het schip zelfs al in aanbouw was. Het schip zou van het type DFF5014 zijn en zou 36 auto's kunnen gaan vervoeren. Dit schip is echter nooit gebouwd. De rederij maakte begin maart 2010 bekend dat zij een nieuw schip hadden gekocht, het Fjordkongen. Het schip zou eind maart/begin april hetzelfde jaar al naar Nederland komen. Toen het schip er maar niet kwam gingen er geruchten rond dat de rederij het schip helemaal niet zou hebben gekocht. Ten slotte bleek er inderdaad geen sprake van verkoop te zijn. In april 2011 heeft EVT MS Spathoek aangekocht. Dit schip voer voorheen op Duitse waddeneilanden voor WDR als Schleswig-Holstein. Ook na de aankondiging van de aanschaf van dit schip werd gezegd dat het om een hoax zou gaan. Zelfs de verkopende partij ontkende aanvankelijk dat het schip verkocht was, maar later werd toch de verkoop bevestigd. Niet veel later toonde EVT foto's van de levering van het schip in Harlingen en een ontwerpschets van een nieuwe huisstijl. In dit schip hebben 30 Terschellingers geïnvesteerd voor 100.000 euro. Zij hebben echter geen aandelen, maar hadden geld geleend aan EVT met conversierecht. Dit betekende dat deze leningen omgezet kunnen worden in aandelen, maar niet in aandelen van EVT Beheer. In de huidige constructie hadden de investeerders weinig te zeggen over de veerdienst.

## Oude schepen
| Naam            | Bouwjaar | In dienst | Afgevoerd | huidig                                         |
| --------------- | -------- | --------- | --------- | ---------------------------------------------- |
| Willem Barentsz | 1997     | 2008      | 2010      | vaart in Zuid Korea                            |
| Stortemelk      | 1964     | 2008      | 2014      | verkocht aan particulier, EVT huurde het schip |
| Spathoek        | 1988     | 2012      | 2014      | vaart in Griekenland                           |